# スクラム (ラグビーユニオン)

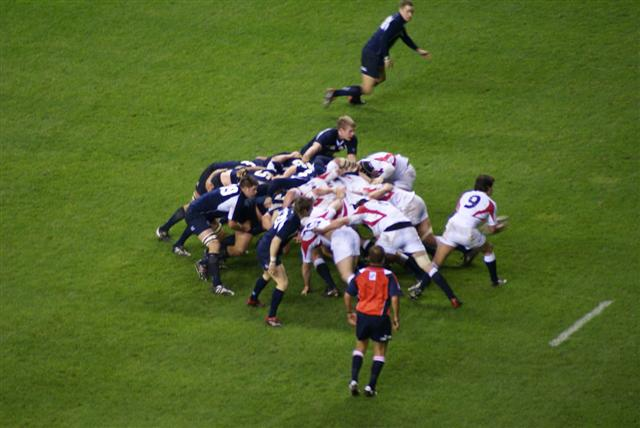
イングランド対スコットランドの試合におけるスクラム。

ラグビーユニオンにおいて、スクラム（英: scrum）は軽微な反則後に試合を再開する方法である。スクラムにはそれぞれのチームから8人の選手（パックあるいはフォワードパックと呼ばれる）が参加する。8人の選手は3列の隊列を組み、相手チームの最前列のフォワードと組み合う。この時点で、ボールが2チームのパックの間の隙間に投入され、ボールのポゼッションが争われる。故意にスクラムを崩したり、スクラムに正しくボールを入れなかったチームは反則を取られる。スクラムが与えられるのは、前にボールを落とした時（ノックオン）、前にボールを投げた時（スローフォワード）、ボールがラックあるいはモールといった密集状態から出てこなくなった時である。スクラムの身体的性質から、特に前列（フロントロー）で怪我が起こりうる。

## 概説

ラグビーユニオンのスクラムにおける選手の相対的位置。20世紀末まではフランカー（6・7番）はナンバーエイトの両脇に就いて3人でバックローを構成し、セカンドローのフォワード（4・5番）を押していた。つまりこの図の「3-4-1フォーメーション」ではなく「3-2-3フォーメーション」

スクラムを準備するために、それぞれのチームの8人のフォワードは3列（フロントロー、セカンドロー、バックロー）になり互いにバインドする。フロントローは2人のプロップと1人のフッカーから構成される。「ルースヘッド」プロップが左、フッカーが中央、「タイトヘッド」プロップが右に並ぶ（背番号は1、2、3）。背番号3の「タイトヘッド」プロップは頭と肩を相手チームのフッカーとルースヘッドプロップの間に入れることから名前が来ている。対照的に、ルースヘッドプロップはスクラムの外に片方の肩が出ている。3人はきつく密着し、フッカーとそれぞれのプロップの間には隙間がない。競技規則によれば、「スクラムにおいて、プレーヤーが味方のプレーヤーにバインドするときは、手から 肩までの腕全体を用いて、味方のプレーヤーの胴体の、腋の高さかまたはその下の部分をつかまなくてはならない」。適切なバインドに失敗すると反則となり、相手チームにフリーキックが与えられる。
スクラムの総員は何人でもよいが、フロントロー構成員は3人を超えてはならない。7人いるバックスが総勢に加わってもよいが、ほとんどの場合はフォワードの8人のみ。
2人の「セカンドロー」フォワード（背番号4および5）は互いにバインドし、フロントローの後方からそれぞれがプロップとフッカーの間に頭を入れる。彼らはより一般的には「ロック」と呼ばれる（スクラムをロックするため）。バックローは2人のフランカーと1人のナンバーエイトからなる（20世紀までの編制）。フランカーはスクラムの両サイド（ロックの隣、プロップの後ろ）にバインドする。一般的に、背番号7のフランカーは「オープンサイド」フランカーと呼ばれ、背番号6にフランカーは「ブラインドサイド」フランカーと呼ばれる。「オープンサイド」と「ブラインドサイド」はそれぞれピッチの広い側と狭い側を意味する（大抵の場合、スクラムはいずれかのタッチライン寄りで行われるため）オープンサイドフランカーの仕事は。次のラックあるいはモールに出来るだけ速く取り掛かることであり、そのため大抵そちらの側にバインドする。ナンバーエイトは2人のロックの後方から間に頭を入れてバインドする。
スクラムを作るために、2つのフォワードパックは互いの腕の長さの範囲内に接近する。レフェリーの「クラウチ」（かがめ）の命令で、向かい合ったフロントローは、背中がグラウンドと平行に、頭と肩が腰よりも低くなるように身をかがめる（クラウチ）。次に、レフェリーの「バインド」コールで、プロップは、外側の腕を相手のプロップの腕の内側にして、相手のプロップのジャージの背中または脇をつかみ、相手のプロップとバインドしなければならない。この命令により2つのフロントローが離れすぎないようになる。最後に、レフェリーは「セット」と言い（これは命令ではなく、フロントローがエンゲージすることへの許可である）、2つのフロントローが衝突する。この時、双方のフロントローはタイトヘッドプロップの頭を相手のフッカーとルースヘッドプロップの間に入れて押す。次に、プロップは相手のプロップのジャージの後ろ側あるいは横を掴んでバインドする。
ポゼッションを持つチームのスクラムハーフは、次にボールを2つのフロントロー間の隙間に投入する。この隙間は「トンネル」と呼ばれる。2人のフッカー（時にはプロップ）はトンネル内のボールを足で後方にフックしてポゼッションを争う。全体のパックは相手のパックを後方に押しやろうとする。ポゼッションを得た側は通常スクラムの後ろへボールを移動させる（これは足を使って行われる）。ボールが後ろへ移動すると、ナンバーエイトあるいはスクラムハーフが拾い上げる。ここから、ボールはインプレーになり、ボールを保持する選手はラン、パス、キックのいずれかを行う。まれに、フォワードがスクラム中にボールを保持したまま、相手を後ろに押し込もうと試みることがある。

## 反則
スクラムの間にやってよいこと、やってはいけないことの詳細に関しては大量のルールが存在する。これは主に安全面での理由からであり、もしスクラムが適切に実行されなければ負傷する可能性が高いためである。ルールの大半はフロントローの動きに関するものである。フロントローは傾かずにまっすぐエンゲージしなければならない。タイトヘッドプロップが斜めに組むと、相手のフッカーの動きを制限してしまう。同様に、ルースヘッドプロップが相手のタイトヘッドプロップの胸を押すと、相手の体がスクラムから飛び出てしまう。これらの反則にはペナルティが与えられる。フロントローの選手は体をねじったり、相手を引き込んだり、その他スクラムを崩す可能性のあるいかなる行為も禁止されている。また相手を上側に押してはならない。最後に、バックローはボールがスクラムを離れるまでバインドしていなければならない。フランカーにとって、これは一方の腕を肩より上に挙げてスクラムに接触することを意味する。ナンバーエイトはスクラムが終了するまで両手でスクラムに触れていなければならない。
その他のルールは、 スクラムハーフと彼らがどのようにボールを投入するかに関するものである。 スクラムハーフがボールを投入する時、スクラムは安定、静止、そしてゴールラインに対して平行でなければならない。さもなければ、反則を犯していないチームに対してフリーキックが与えられる。スクラムが条件を満たしていれば、スクラムハーフは直ちにボールをスクラムにフィードしなければならない。レフェリーはしばしばチームを注意し、注意が聞き入れられない場合は相手チームに対してフリーキックが与えられる。ボールはトンネルの中央にグラウンドとタッチラインに対して平行にフィードされなければならない。ボールはすばやく、一挙動で投入されなければならない。これは投入するふりができないことを意味する。ボールがスクラムハーフの手を離れると、スクラムが開始される。

## 選手
フロントローは大抵スクラムの最もがっちりした選手である。フッカーはフロントローやトンネルの狭い領域内で下半身を操作するために、通常プロップよりも体格は小さい。プロップとロックはどちらも強い必要があるが、ポジション選択の主な基準は異なる。プロップはポジションの争いと前への推進により直接的に関わるため、強さと重さが最も重要である。ロックもスクラムを押す役割を担うため強さは必要である。しかしながら、フロントローの選手よりも高さが重要になる。ロックは実質的に常にチームで最も長身の選手である。ロックはラインアウトにおいてボールのポゼッションを争う役割を担う。フランカーおよびナンバーエイトはスクラムを押す役割は他よりも小さく、相手がスクラムに勝った時に相手のハーフバックを素早くタックルあるいはカバーする役割のためによりスピードが必要とされる。スクラムの力のおよそ40%はフロントロー自身から産み出される。ほとんどのプロチームにおいて、フォワードパックの総体重は少くとも800キログラム (=100kg/人 以上)ある。

## 条件
スクラムは数多くの状況において与えられる。最もよく見られる状況は、ボールをノックオン（前に落とす）あるいは前にパス (スローフォワード)した時である。スクラムがコールされるその他の状況としては、選手がうっかりとオフサイドであった時とボールがラックやモールから取出すことができなくなった時である。最後の状況以外は、反則を犯していないチームがボールをフィードする権利を得る。ラック内からボールが取出せなくなった時は、ラックにおいて前方への勢いを持っていたチーム側にフィードの権利が与えられる。モールでボールが止まった場合は、スクラムはモールが開始した時にポゼッションしていなかったチームに与えられる。
より重い反則の場合、チームはペナルティーキックあるいはフリーキックではなくスクラムを選択することができる。これは、攻撃側が相手のゴールラインに迫っており、バックスによりスペースを与えるために相手の全てのフォワードを一箇所に集中させたい時に起こる。また、スクラムのままゴールラインを超えて、「プッシュオーバー」トライを決めたいと考えることもあるだろう。
プッシュオーバートライは、ボールがゴールラインに触れた瞬間に起こり得る。これは、競技規則においてスクラムはインゴール内ではなくフィールド内でのみ存在すると定義されているためである。ゆえに、ボールがラインに達するとすぐに、スクラムは消滅し、どの選手でも「ハンドリング・イン・ザ・スクラム（スクラム内で手でボールを扱う）」反則を犯すことなくボールをグラウンディングすることができる。
しかしながら、スクラムはゴールラインとタッチラインから最低5メートル離れて開始されるため、プッシュオーバートライが起こるのは稀である。これは、プッシュオーバートライが起こるためには、スクラムが崩壊することなく一方向に数メートル進まなければならないことを意味する。

## 安全性
スクラムの崩壊あるいは不適切なエンゲージはフロントローの選手の怪我や首の骨が折れることさえあるため、ラグビーにおいて最も危険な局面である。この理由から、怪我を避けるために鍛えられた選手のみがフロントローでプレーできる。チームに十分なフロントローのスペシャリストがいない場合（例えば怪我やシンビンによる一時退場）は、全てのスクラムは「アンコンテステッド（争われない）・スクラム」となる。この状況では、パックはエンゲージするが互いに押すことはせず、ボールを入れたチームが楽にスクラムに勝つ。
最近、イギリスの著名な外科医が、その危険性から争うスクラムを禁止すべきであると呼び掛けた。しかしながら、争うスクラムには非常に強い支持が存在する。

## 歴史

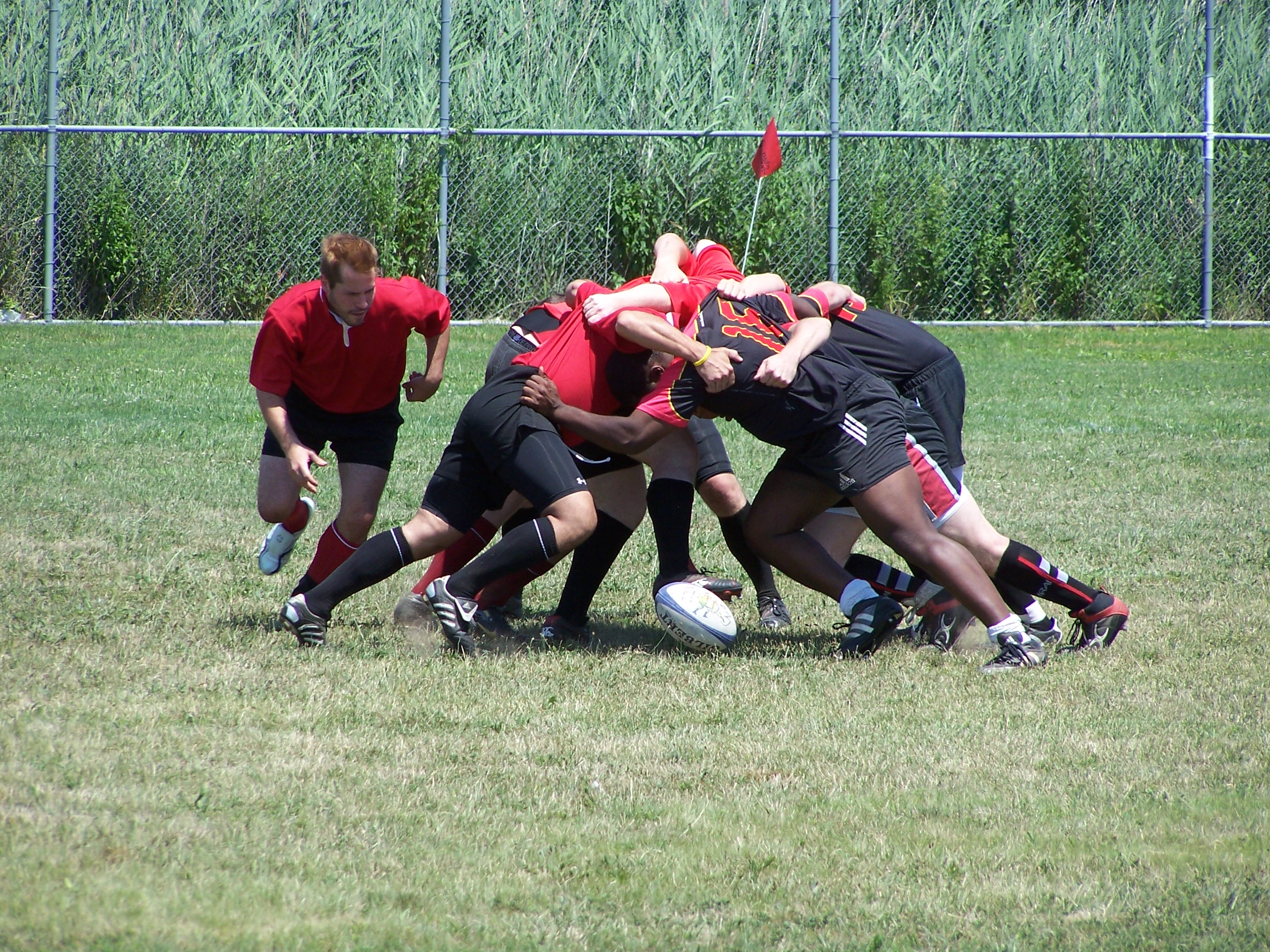
ラグビー・セブンズにおけるスクラム

ラグビーユニオンの多くの要素と同様に、スクラムはこのスポーツの考案以来変化してきている。スクラムに関するルールの多くが変更されている。これらの多くはかなり頻繁に変更されたため、常に長期間影響があった訳ではない。
そもそもは、「セット」スクラム（現在公式にはスクラメージと呼ばれる）と「ルース」スクラム（現在ラグビーユニオンにおいて公式にはラックと呼ばれる）の間に違いはなかった。スクリメージの権利を得た側は、単純に1人の選手がグラウンドにボールを置き、試合を開始した（選手はオンサイド〔ボールより後ろ〕に位置する必要はあった）。スクリメージ/スクラメージとなるのは、ボールを保持する選手（"held"と宣言する）と相手（"Have it down"とコールする）との間で膠着状態となった場合であった。スクラメージは今日のラック（グラウンド上にあるボールの周りに双方のチームが密集した状態）としても生じた。初期のルールではスクラムの内と外の選手の間に明確な区別はなく、スクラムにバインドする選手も必須ではなかった。ラグビーの初期ルールは、「Laws of the Rugby Union」として再成文化された後でさえも、スクラム中の選手の目的は相手のゴールラインに向かってボールをキックすることであるとされていた。この条項は、19世紀末に慣習が変化した後でもおよそ20年間残っていた。
長い間、選手にはスクラム内で具体的なポジションはなかった。当時は「first up, first down」メソッドを採用していた（スクラムに最初に近付いた選手達がフロントローになる）。1905年の初代オールブラックスは特殊化したスクラムのポジションを導入したとしばしば言及されるが、1888-1889ニュージーランド・ネイティブ・フットボールチームは実際これを実践していた。同様に、ネイティブズの一員であったトーマス・エリソンは2-3-2スクラムフォーメーションを考案した。この7人式スクラムは1932年にルールで禁止されるまでニュージーランドで非常に人気があった。スクラムに参加しないもう一人の選手は「ウイング・フォワード」と呼ばれ、この選手の仕事はスクラムにボールを投入することであった。ウイング・フォワードは相手のスクラムハーフを妨害することについて頻繁に非難されており、このため国際ラグビー評議会（IRB）は2人式フロントローを禁止した。
20世紀後半まで、スクラムには3-2-3、3-4-2、3-3-2など多くの配置が存在した。
1906年のスプリングボクスは「3-4-1フォーメーションを利用した最初の代表チーム」となった。南アフリカ共和国では、スプリングボクスのFairy Heatlieが1901年にケープタウンのVillagers Rugby Clubにおいて3-4-1フォーメーションを開発し、同僚のPaddy Carolinが1906年の南アフリカ代表のイギリス遠征で使用し、ステレンボッシュのコーチ "Oubaas Mark" Markötterがその後に完成させたとされている 。Markötterと弟子のDanie Cravenに強く勧められ、南アフリカは1949年までに3-4-1スクラムフォーメーションを完成させた。フッカーは非常にゆるくバインドし、ボールがスクラムに投入されるとすぐに足でボールを得ることができるように体を振ることができた。2人のロックはフッカーがこの動作を行い易いようにフッカーを押さなかった（プロップを押した）。これによって対戦相手はスクラムの後方へボールが掻き出される前にボールの近くのどこにも近付くことが非常に困難になった。この時に、ルースヘッドとタイトヘッドという用語がラグビー用語に加わった。その後ずっと、ボールを投入するチームが大きな優位性を持ち、より頻繁にボールの争奪に勝利するようになった。
1960年代、ルースフォワードがバックプレーで持っていた影響を制限するためのルール変更が行われた。当時、スクラムにバインドする義務はフランカーにはなかった。オフサイドラインはスクラム中にボールがある時でさえもボールの位置によって決定されていたため、ボールがスクラムの後方へ出た時、スクラムハーフには相手側のフランカーとスクラムハーフがボールと共に近づくことができていた。新たなオフサイドラインはスクラムの最後部の足となった。相手のスクラムハーフのみがこの地点へ前進することができ、全てのフランカーはスクラムの最後部の足の後方に留まっている場合を除いてはバインドし続けなければならなかった。また、スクラムハーフだけでなくナンバーエイト（スクラム最後方にバインドしているフォワード）もボールをスクラムから引き離すことができるようにルール変更が成された。

### プロ時代におけるスクラム
1996年頃、オールブラックスはフッカーがボールを打つと同時にパックがスクラムを押す戦略を考え出した。これはフックされたボールを得ることを意味するだけでなく、相手のパックがオンサイドのままでいるために後退しなければならないことをも意味した。
結局、他のチームもオールブラックスが何をやっているかを気が付き、真似をした。レフェリーはスクラムへまっすぐボールを投入することを強要することを止め、その結果スクラムハーフはボールをスクラムのより自チーム側に投入するようになった。
相手側のフッカーはボールをフックすることを諦め、その代わりにスクラムを押すことに集中した。これによりスクラムはボールのフックと押し合いの争いから力による押し合いの1つへと変化し、スクラムの崩壊が増加することとなった。
2007年、スクラムのエンゲージを制御する試みとして、スクラムの組み方が「クラウチ」、「タッチ」、「ポーズ」、「エンゲージ」の4段階へと規則が改正された。これ以前は、それぞれのプロップに相手のプロップの肩をタッチする義務はなく、2つのフロントロー間の距離はより離れていた。新たな規則はフロントロー間の距離を修正し、その結果、エンゲージからの衝撃の力を減弱させた。このルール変更の理由はフロントローの選手の深刻な首の怪我の数を低減させることであった。
IRBは争わないスクラムを排除する試みとして2009年に規則をさらに変更した。2007-08シーズンの初め、IRBはフランスにおいて以下の新ルールの試行を認めた。
- 試合日のメンバー数を22人から23人へ増やし、プロップ2人とフッカー1人を交替メンバーに入れる必要がある。
- フロントローの交替選手がいなくなった場合は、争わないスクラムが行われるが、争わないスクラムで想定される利点を排除するために、チームは15人ではなく14人でプレーしなければならない。

試行前の最後のシーズンにおいて、フランスの1部から3部（トップ14・プロD2・フェデラル1）の145試合が争わないスクラムで終わっていた。2007-08シーズンは、同じカテゴリーの994試合中、争わないスクラムで終了したのはわずか2試合のみであった。
2009年7月、IRBはこれらのルール変更を国内大会において導入することを全ての加盟協会へ許可し、また国を跨いだクラブ間や地域間の大会（マグナーズ・リーグやスーパー14）においても参加する全ての協会の承認を得てこれらの変更を導入することを許可した。

### より近年の規則変更
2012/2013シーズンから、IRBは試験的な規則改正を発表した。それらの内の1つはコールの順番であった。レフェリーのコールが「クラウチ」と「タッチ」で始まることは変わらなかったが、「エンゲージ」が「セット」という命令に置き換えられた。「ポーズ」のコールはスクラムの時間短縮とスクラムの崩壊によるリセットを最小化するために外された。
2013/2014シーズンの時点で、コールは「クラウチ」→「バインド」→「セット」へと変更されている。この変更によりプロップはパックがスクラムを押すのを許可される前にバインドしなければならず、エンゲージの際のパック間の衝撃が減弱される。IRBは、この変更で「トップレベルの大会において25%まで」衝撃が減ると期待されている、と述べた。スクラムの組み方の変更に加えて、IRBはレフェリーに対して現行の規則、特にボールが投入する前に押すことの禁止とボールをまっすぐ投入することを守ること、を正しく適用するよう求めた。